# Kitab al-Tasrif

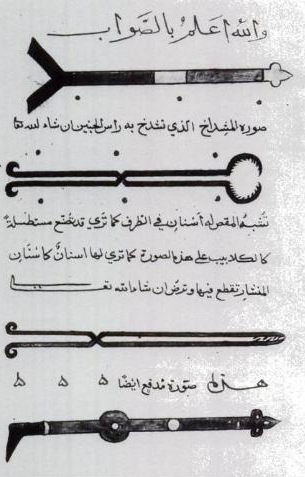
Illustration av kirurgiska instrument från boken Kitab al-Tasrif.

Kitab al-Tasrif, (Arabiska:كتاب التصريف لمن عجز عن التأليف) eller medicinska metoder, är ett arabiskt verk av Abu al-Qasim al-Zahrawi (936-1013) som behandlar främst kirurgi. I latinsk översättning var den känd som Concessio ei data qui componere haud valet. Den skrevs kring år 1000, översattes ca 1100. Den var rikligt illustrerad. Han betonade att patienter och omgivningen skulle lukta gott, vilket indirekt medförde god vård. 